# Jorge Peyrot
Peyrot  Balvanera est un nom espagnol. Le premier nom de famille, en général paternel, est Peyrot ; le second, en général maternel, souvent omis, est Balvanera.
Jorge Peyrot Balvanera, né le 25 février 2002, est un coureur cycliste mexicain. Durant sa carrière, il participe à des compétitions sur route et sur piste. 

## Biographie
Sur route, Jorge Peyrot est devenu champion du Mexique du contre-la-montre en 2020 et 2021, chez les juniors puis les espoirs. Il a également évolué en Europe au sein des équipes Start et A.R Monex. Sur piste, il a représenté le Mexique dans divers événements internationaux, comme les championnats du monde ou la Coupe des Nations. Il a par ailleurs remporté la course à l'américaine aux championnats panaméricains de 2021, avec son compatriote José Ramón Muñiz,. 

## Palmarès sur route

### Par année
- 2020
  -  Champion du Mexique du contre-la-montre juniors
  - 2e du championnat du Mexique sur route juniors
- 2021
  -  Champion du Mexique du contre-la-montre espoirs

### Classements mondiaux
| Année                                 | 2021  |
| ------------------------------------- | ----- |
| Classement mondial                    | 1319e |
| UCI America Tour                      | 203e  |
|                                       |       |
| Légende : nc = non classéSource : UCI |       |

## Palmarès sur piste

### Coupe des Nations
- 2022
  - 2e de l'américaine à Cali

### Championnats panaméricains
- Guadalajara 2019
  -  Médaillé d'argent du scratch juniors
  -  Médaillé de bronze de la poursuite par équipes juniors
- Lima 2021
  -  Médaillé d'or de l'américaine (avec José Ramón Muñiz)
  -  Médaillé d'argent de la poursuite par équipes